# Bernd Gerhard Ulbrich
Bernd Gerhard Ulbrich (auch Bernd G. Ulbrich; * 16. November 1954 in Ostrau, Saalkreis) ist ein deutscher Historiker, Sachbuchautor und Herausgeber von Publikationen mit den Schwerpunktthemen Geschichte des Judentums und Regionalgeschichte in Anhalt.

## Leben
Ulbrich studierte an der Staatlichen Lomonossow-Universität Moskau Philosophie und war anschließend wissenschaftlicher Mitarbeiter im Zentralinstitut für Philosophie der Akademie der Wissenschaften der DDR und weiteren Institutionen und Projekten. 1986 promovierte er an der Akademie der Wissenschaften der DDR mit einer Arbeit über den deutsch-jüdischen Philosophen Hermann Cohen. Ulbrich ist Vorstandsmitglied der Moses-Mendelssohn-Gesellschaft Dessau e. V. und Herausgeber der Schriftenreihe dieses Vereins, Kuratoriumsmitglied der Dessauer Moses Mendelssohn-Stiftung zur Förderung der Geisteswissenschaften, Gründungsmitglied der Internationalen Hermann-Cohen-Gesellschaft in Zürich sowie Mitglied des Redaktionskollegiums der Zeitschrift Mitteilungen des Vereins für Anhaltische Landeskunde. Er hat einen Lehrauftrag am Seminar für Judaistik/Jüdische Studien der Martin-Luther-Universität Halle-Wittenberg.

## Werke (Auswahl)
Autor
- Gelehrte in Anhalt. Fünfzig Porträts. AVG, Dessau 1994, ISBN 3-910192-17-3.
- Fläming. Ein Führer durch seine Kultur. edition RK, Dessau 2002, ISBN 3-934388-02-7.
- Antisemitismus in Dessau. Eine Spurensuche in den Jahren 1924 bis 1939. edition RK, Dessau 2004.
- Nationalsozialismus und Antisemitismus in Anhalt. Skizzen zu den Jahren 1932 bis 1942. edition RK, Dessau 2005, ISBN 3-934388-25-6.
- Das Dessauer Denkmal für Moses Mendelssohn, 1890 bis 1938. Moses-Mendelssohn-Gesellschaft, Dessau 2008.
- Johann Andreas Lebrecht Richter und das Dessauer Mendelssohn-Gedenken von 1829. Moses-Mendelssohn-Gesellschaft, Dessau 2009.
- Rundgang über den Israelitischen Friedhof in Dessau-Roßlau. Moses-Mendelssohn-Gesellschaft, Dessau 2009.
- Personenlexikon zur Geschichte der Juden in Dessau. Moses-Mendelssohn-Gesellschaft, Dessau 2009.
- Hermann Cohn (1869–1933). Anhaltischer Landespolitiker und deutscher Jude. Moses-Mendelssohn-Gesellschaft, Dessau 2010.
- Zur Geschichte der Juden in der anhaltischen Exklave Großalsleben. Moses-Mendelssohn-Gesellschaft, Dessau 2010.

Herausgeber
- Erinnerungen an Anhalt. Memoiren aus drei Jahrhunderten. AVG, Dessau 2000, ISBN 3-910192-85-8.
- Dichter in Anhalt. Ein Lesebuch zur Literaturgeschichte. AVG, Halle 2002, ISBN 3-89812-142-9.
- Gastfreundschaft. Texte und Fotos aus der Region Anhalt – Dessau – Wittenberg. Dessau 2002.
- Einblicke. Zwölf Essays und eine Ausstellung zur Geschichte der Juden in Anhalt. Moses-Mendelssohn-Gesellschaft, Dessau 2004, ISBN 3-934388-18-3.
- Aufklärung – Judentum – Menschheit. Texte zu Moses Mendelssohn, Salomon Herxheimer, Hermann Cohen und zum ethischen Sozialismus. Moses-Mendelssohn-Gesellschaft, Dessau 2006.
- Ludwig Philippson: Aus meiner Knabenzeit. Moses-Mendelssohn-Gesellschaft, Dessau 2006, ISBN 3-934388-27-2.
- Phöbus Philippson: Biographische Skizzen. Moses Philippson, Joseph Wolf, Gotthold Salomon. Moses-Mendelssohn-Gesellschaft, Dessau 2007, ISBN 978-3-934388-29-1 (Neudr. d. Ausg. Leipzig 1864–66).

## Auszeichnungen und Ehrungen
- 2024: Bundesverdienstkreuz am Bande[1]